# حجم نوعي

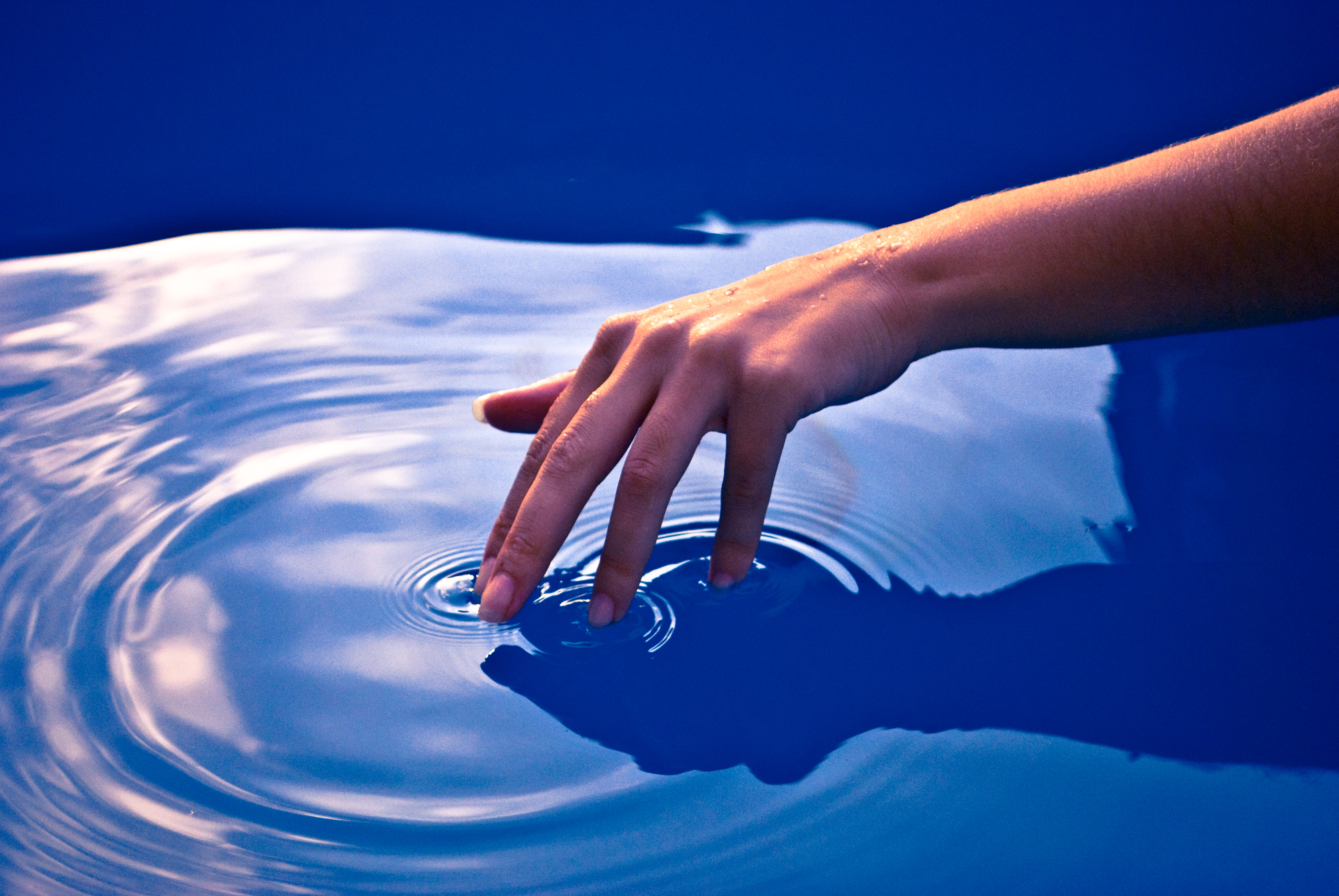

الحجم النوعي في الكيمياء والفيزياء (بالإنجليزية: specific volume) : يعرف الحجم النوعي بأنه معكوس الكثافة ρ. للحجم النوعي لغاز دور مهم في الحركة الحرارية وسلوك الغازات ومن ضمنها الأبخرة وعلى الأخص بخار الماء. ويطبق الحجم النوعي في مخطط الضغط والحجم وفي تعيين معامل انضغاط الغازات الحقيقية.
{\displaystyle v={\frac {V}{m}}={\frac {1}{\rho }}}
أي أن الحجم النوعي v هو الحجم إلى الكتلة ، وهو على ذلك حجم وحدة الكتلة للمادة أو الغاز.
بذلك تكون وحدة الحجم النوعي :
{\displaystyle [v]=\mathrm {\frac {m^{3}}{kg}} }
متر مكعب/كيلوجرام.

## تطبيقات
يرمز للحجم النوعي أحيانا بالرمز ({\displaystyle \nu }) وهو الحجم الذي يشغلة 1 كيلوجرام من المادة أو الغاز.
 ويتميز الحجم النوعي بأنه دالة حالة في الترموديناميكا، ويمكن بواسطته وصف حالة نظام بدقة. بهذا يمكن تتبع عمليات يقوم بها نظام حركة حرارية بدون الاضطرار للتعامل مع الحجم الواقعي للنظام أو الغاز، حيث قد تكون تلك في بعض الحالات التحليلية غير معروفة أو كبيرة جدا.
كما من الممكن صياغة وحدة الحجم النوعي بوحدات أخرى : فبجانب الوحدة متر مكعب/كيلوجرام يستخدم البعض أيضا مليلتر/جرام ({\displaystyle {\frac {mL}{g}}}).
{\displaystyle \nu ={\frac {V}{m}}={\frac {1}{\rho }}}
حيث :
, {\displaystyle V} الحجم ,
{\displaystyle m} الكتلة ،
{\displaystyle \rho } كثافة المادة.
بالنسبة إلى غاز مثالي :
{\displaystyle \nu ={\frac {{\bar {R}}T}{P}}}
حيث :
{\displaystyle {\bar {R}}} ثابت الغاز النوعي، ويرمز له أحيانا بالرمز Rs.
{\displaystyle T} درجة الحرارة المطلقة (كلفن)
{\displaystyle P} ضغط الغاز.
Specific volume may also refer to حجم مولي.